# Vähä Säynätjärvi (sjö i Joutsa, Mellersta Finland, 61,71 N, 26,09 Ö)
Vähä Säynätjärvi är en sjö i kommunen Joutsa i landskapet Mellersta Finland i Finland. Sjön ligger 93,1 meter över havet. Den är 17,4 meter djup. Arean är 86 hektar och strandlinjen är 6,1 kilometer lång. Sjön  ingår i Kymmene älvs huvudavrinningsområde.   Den ligger omkring 61 kilometer söder om Jyväskylä och omkring 180 kilometer norr om Helsingfors. 
Söder om Vähä Säynätjärvi ligger Oravakivensalmi. 